# Võro
Võro (võro kiiĺ) ist nach traditioneller Auffassung ein Dialekt des Estnischen. Einige Autoren sprechen aber auch von einer selbstständigen finno-ugrischen Sprache, dem Südestnischen, die zum ostseefinnischen Zweig der finno-ugrischen Sprachen gehört. Võro wird heute vom estnischen Staat als indigene Regionalsprache Estlands gefördert und hat ungefähr 70.000 Sprecher, die hauptsächlich im Süden Estlands leben.
Das historische Võromaa besteht aus den acht Gemeinden Karula, Harglõ, Urvastõ, Rõugõ, Kanepi, Põlva, Räpinä und Vahtsõliina. Diese Gemeinden sind überwiegend Teile der Landkreise Võru und Põlva, wobei kleine Teile sich auch in die Landkreise Valga und Tartu erstrecken.

## Geschichte

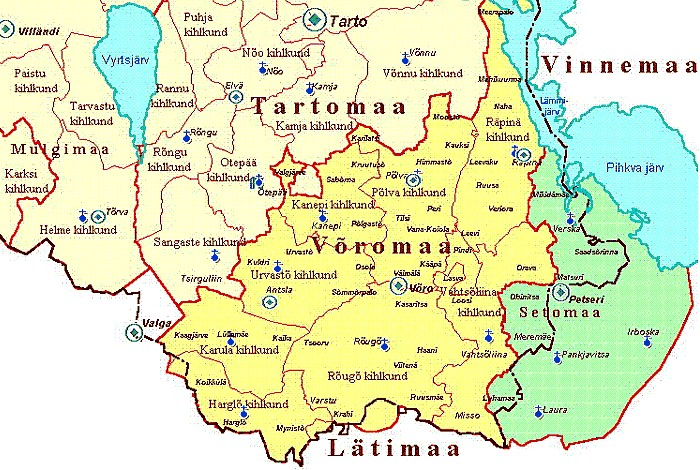
Gebiet der Võro-Sprecher

Võro gilt als am wenigsten beeinflusst von den nordestnischen Dialekten, die das Standardestnisch geprägt haben. Võro wurde früher auch südlich und östlich des historischen Võromaa (im heutigen Lettland und Russland) gesprochen. Verglichen mit anderen südestnischen Dialekten wie Mulgi, Tartu und Seto hat Võro die meisten seiner charakteristischen Eigenschaften bewahrt.
Einer der frühesten Texte in einer südestnischen Sprache ist eine Übersetzung des Neuen Testaments (Wastne Testament), die 1686 veröffentlicht wurde. 1885 publizierte Johann Hurt das bedeutendste Lesebuch in Võro, das Wastne Wõro keeli ABD raamat. Anfang des 20. Jahrhunderts sorgte die Dominanz des Standardestnischen als Staatssprache der 1918 gegründeten Republik Estland für einen starken Bedeutungsverlust von Võro als Schriftsprache. Erst Anfang der 1990er Jahre wurde sie wiederbelebt. Beim Eurovision Song Contest 2004 wurde der estnische Beitrag Tii von Neiokõsõ in Võro gesungen.

## Gegenwärtige Situation
Aufgrund der Bemühungen des Võro-Instituts ist Võro inzwischen standardisiert. Die Sprache wird an 26 Schulen unterrichtet. Es gibt mit Uma Leht eine zweimal im Monat erscheinende Zeitung in Võro.

## Orthographie

Võro-Flagge

Võro benutzt (wie auch Estnisch und Finnisch) ein lateinisches Alphabet. Die meisten Buchstaben (vor allem ä, ö, ü und õ) bezeichnen dieselben Laute wie in Standardestnisch. Folgende im Standardestnischen selten gebrauchte Buchstaben stehen für andere Laute: q ist ein glottaler Laut (Knacklaut), y ist ein Vokal ähnlich dem russischen ы, und der Akut ´ kennzeichnet die Palatalisierung von Konsonanten: h́, ḱ, ĺ, ń, ś, t́ usw. Bei typographischen Problemen kann (wie auch in Uma Leht) statt des Akuts ersatzweise ein Apostroph ’ gesetzt werden.
Im Võro können alle Konsonanten außer j und q palatalisiert werden.

## Unterschiede zum Standardestnischen
- In Võro gibt es, wie unter anderem in der finnischen und vielen anderen uralischen Sprachen oder der türkischen Sprache als nichturalischer Sprache das Phänomen der Vokalharmonie.
- Es bestehen Unterschiede in der Morphologie. Beispielsweise bildet das Standardestnische die 3. Person Singular mittels Anhängens der Endung -b an den Flexionsstamm, Võro hingegen entweder durch das Weglassen einer Endung oder das Anhängen der Endung -s:

| Deutsch     | Estnisch | Võro    | Finnisch         |
| ----------- | -------- | ------- | ---------------- |
| er schreibt | kirjutab | kirotas | (hän) kirjoittaa |
| er gibt     | annab    | and     | (hän) antaa      |

Unter den ostseefinnischen Sprachen findet man eine solche doppelte Verbkonjugation nur in Võro, im Setukesischen und im Karelischen.
- Bei einigen Worten aus der Alltagssprache gibt es ebenfalls Unterschiede:

| Estnisch | Võro     | Finnisch | Bedeutung              |
| -------- | -------- | -------- | ---------------------- |
| punane   | verrev   | punainen | rot                    |
| soe      | lämmi    | lämmin   | warm                   |
| õde      | sõsar    | sisko    | Schwester              |
| uus      | vahtsõnõ | uusi     | neu                    |
| koer     | pini     | koira    | Hund                   |
| pesema   | mõskma   | pestä    | waschen                |
| hunt     | susi     | susi     | Wolf                   |
| surema   | kuulma   | kuolla   | sterben                |
| sõstar   | hõrak    | herukka  | Johannisbeere/Korinthe |
| kask     | kõiv     | koivu    | Birke                  |
| nutma    | ikma     | itkeä    | weinen                 |

- In Võro folgt das Verneinungsverb dem zu verneinenden Verb, im Standardestnischen geht es dem zu verneinenden Verb voraus:

| Estnisch   | Võro         | Finnisch        | Bedeutung       |
| ---------- | ------------ | --------------- | --------------- |
| sa ei anna | saq anna-aiq | sinä/sä et anna | Du gibst nicht  |
| ma ei tule | maq tulõ-õiq | minä/mä en tule | Ich komme nicht |